# David McNamee (triathlon)
Pour les articles homonymes, voir David McNamee et McNamee.
David McNamee, né le 20 avril 1988 à Irvine est un triathlète professionnel écossais, vainqueur sur distance Ironman ou Ironman 70.3.

## Palmarès
Le tableau présente les résultats les plus significatifs (podium) obtenus sur le circuit international de triathlon et de duathlon depuis 2010,.
| Année | Compétition                                  | Pays           | Position           | Temps           |
| ----- | -------------------------------------------- | -------------- | ------------------ | --------------- |
| 2018  | Ironman - Championnat du monde à Kailua-Kona | États-Unis     | Médaille de bronze | 8 h 1 min 9 s   |
| 2018  | Ironman 70.3 Marbella                        | Espagne        | Médaille d'or      | 3 h 57 min 47 s |
| 2017  | Ironman - Championnat du monde à Kailua-Kona | États-Unis     | Médaille de bronze | 8 h 7 min 11 s  |
| 2017  | Ironman Afrique du Sud                       | Afrique du Sud | Médaille de bronze | 8 h 7 min 31 s  |
| 2017  | Challenge Salou                              | Espagne        | Médaille d'or      | 3 h 26 min 4 s  |
| 2017  | Ironman 70.3 Majorque                        | Espagne        | Médaille d'or      | 3 h 56 min 49 s |
| 2017  | Ironman 70.3 Dublin                          | Royaume-Uni    | Médaille d'or      | 3 h 48 min 14 s |
| 2016  | Ironman Lanzarote                            | Espagne        | Médaille de bronze | 8 h 46 min 36 s |
| 2016  | Challenge Poznań                             | Pologne        | Médaille d'or      | Timing          |
| 2016  | Challenge Galway                             | Irlande        | Médaille d'or      | 3 h 41 min 57 s |
| 2016  | Ironman 70.3 Kraichgau                       | Allemagne      | Médaille de bronze | Timing          |
| 2015  | Ironman Royaume-Uni                          | Royaume-Uni    | Médaille d'or      | 8 h 46 min 37 s |
| 2013  | Championnat britannique de duathlon          | Royaume-Uni    | Médaille de bronze | 0 h 54 min 28 s |
| 2010  | Coupe d'Europe - l'étape de Strathclyde      | Royaume-Uni    | Médaille d'argent  | 1 h 50 min 51 s |